# Jason Hickel
Jason Hickel   (Eswatini, 26 de desembre de 1982) és antropòleg i professor de la Universitat Autònoma de Barcelona. La recerca i l'escriptura de Hickel se centren en l'antropologia econòmica i la sociologia del desenvolupament, i s'oposa particularment al capitalisme, al neocolonialisme, així com al creixement econòmic com a model de desenvolupament humà, i argumenta que el decreixement és la solució a l'impacte humà sobre el medi ambient.
Hickel és membre de la Royal Society for the encouragement of Arts, Manufactures & Commerce, professor visitant de l'International Inequalities Institute de la London School of Economics i professor titular de Justícia Global i Medi Ambient a la Universitat d'Oslo. És editor associat de la revista World Development i forma part de la comissió sobre el clima i la macroeconomia de l'Acadèmia Nacional de Ciències dels Estats Units.

## Trajectòria
Hickel va néixer i es va criar a Eswatini (abans, anomenat Swazilàndia) on els seus pares eren metges en el moment àlgid de la crisi de la sida. Es va doctorar en antropologia a la Universitat de Virgínia l'agost de 2011. La seva tesi doctoral es va titular Democracy and Sabotage: Moral Order and Political Conflict in KwaZulu-Natal, South Africa. Va impartir classes a la London School of Economics del 2011 al 2017, i a Goldsmiths, University of London, del 2017 al 2021.
A partir del 2020 forma part de la Comissió Harvard-Lancet sobre Reparacions i Justícia Redistributiva per a l'Informe sobre el Desenvolupament Humà de les Nacions Unides.

## Pensament
En un article publicat a la revista World Development, Hickel, juntament amb Dylan Sullivan, disputen la visió ortodoxa dels historiadors econòmics que defensen que abans del segle xix, la gran majoria de la humanitat vivia en una pobresa extrema que finalment va ser millorada per la industrialització. Al contrari, ambdós autors argumenten que va ser l'aparició del colonialisme i la incorporació de les regions al sistema mundial capitalista a partir del «llarg segle xvi» el que va crear «períodes de greu dislocació social i econòmica» que van provocar que els salaris caiguessin a nivells de subsistència i l'augment de la mortalitat prematura. A l'Índia, entre els anys 1880 a 1920, Hickel i Sullivan estimen 50 milions de morts de més quan consideren la taxa de mortalitat mitjana de l'Índia de la dècada del 1880 com a mortalitat normal. Quan estimen l'excés de mortalitat sobre la taxa de mortalitat mitjana d'Anglaterra dels segles xvi i xvii, calculen 165 milions de morts de més a l'Índia entre 1880 i 1920, i afirmen que és «més gran que el nombre combinat de morts que es van produir durant totes les fams a la Unió Soviètica, la Xina maoista, a Corea del Nord, la Cambodja de Pol Pot i l'Etiòpia de Mengistu Haile Mariam». Conclouen que el benestar humà només va començar a augmentar realment al segle xx, i assenyalen que aquest desenvolupament va coincidir amb «l'auge dels moviments polítics anticolonials i socialistes».
Hickel argumenta a The Divide que les societats precolonials no eren pobres,  sinó que les societats agrícoles precolonials a l'Àfrica i l'Índia estaven «prou satisfetes» amb un «estil de vida de subsistència» i que va ser el colonialisme el que ho va empitjorar. Argumenta que la narrativa dominant del «progrés» en el desenvolupament internacional està exagerada, i que la pobresa continua essent una característica generalitzada i persistent de l'economia global, reproduïda pels desequilibris de poder entre el nord global i el sud global. Hickel considera que el llindar internacional de pobresa subscrit per la narrativa de progrés (1,90 dòlars EUA per dia el 2011 PPP, la definició de pobresa extrema del Banc Mundial), no té cap fonament empíric en les necessitats humanes reals i és inadequat per aconseguir una nutrició i salut bàsiques. Hickel argumenta que es necessiten 7,40 dòlars diaris per a la nutrició i la salut. Altres economistes coincideixen amb Hickel que seria més útil utilitzar un ingressos diaris més alts per a definir el llindar de pobresa, i alguns recomanen 15 dòlars al dia. Com a conseqüència del creixement de la població, el nombre absolut de persones que viuen per sota d'aquest llindar ha augmentat de 3.200 milions el 1981 a 4.200 milions el 2015, segons dades del Banc Mundial. La gran majoria dels guanys contra la pobresa han estat aconseguits per la Xina i els països de l'Àsia oriental que no estaven sotmesos a esquemes d'ajust estructural. En altres llocs, els augments dels ingressos entre els pobres han estat mínims i, sobretot, insuficients per a treure les societats de la seva definició de pobresa. Tanmateix, tots acadèmics, inclòs Hickel, coincideixen que els ingressos de les persones més pobres del món han augmentat des de 1981. No obstant això, Sullivan i Hickel argumenten que la pobresa persisteix sota el capitalisme global contemporani (malgrat que és altament productiu) perquè les masses de treballadors estan allunyades de la terra i els recursos comuns, no tenen propietat ni control sobre els mitjans de producció i la seva força de treball roman «en poder d'una classe dirigent o un poder imperial extern», mantenint així una desigualtat extrema.
En un article de 2022 publicat a Global Environmental Change, Hickel i un equip d'estudiosos afirmen que en l'economia capitalista neoliberal globalitzada, el nord global encara es basa en «l'apropiació imperialista» de recursos i mà d'obra del sud global, que anualment ascendeix a «12 mil milions de tones d'equivalents de matèries primeres incorporades, 822 milions d'hectàrees de terra incorporada, 21 exajoules d'energia incorporada i 188 milions d'anys-persona de mà d'obra incorporada, per valor de 10,8 bilions de dòlars en preus del nord, suficient per acabar amb la pobresa extrema 70 vegades». Entre 1990 i 2015, aquesta dotació neta va ascendir a 242 bilions de dòlars. Hickel escriu que aquest intercanvi desigual és un dels principals motors del desenvolupament desigual, augmentant la desigualtat global i la degradació ambiental.
Hickel ha criticat les afirmacions de Hans Rosling i altres sobre que la desigualtat global ha anat disminuint i la bretxa entre els països pobres i els països rics ha desaparegut. Aquesta narració es basa en mètriques relatives (com el gràfic de l'elefant), que Hickel diu que oculten el fet que la desigualtat absoluta ha empitjorat considerablement durant les últimes dècades: la bretxa real d'ingressos per càpita entre el nord global i el sud global s'ha quadruplicat des de 1960, i els ingressos de l'1% més ric han augmentat cent vegades més que els ingressos del 60% més pobre de la humanitat durant el període 1980-2016. Hickel ha argumentat que les mètriques absolutes són la mesura adequada per avaluar les tendències de desigualtat a l'economia mundial.
Segons Hickel, el focus en l'ajuda humanitària com a eina per al desenvolupament internacional despolititza la pobresa i fa creure a la gent que els països rics són benèvols amb els països més pobres. En realitat, afirma, els fluxos financers dels països rics als països pobres es veuen superats per fluxos que van en sentit contrari, com ara el deute extern, l'evasió fiscal de les empreses multinacionals, les taxes de llicència de patents i altres sortides derivades de les característiques estructurals de la globalització neoliberal. A més, Hickel argumenta que els països pobres pateixen pèrdues importants a causa del comerç internacional i les regles financeres (com ara els programes d'ajust estructural i els acords de lliure comerç en el marc de l'Organització Mundial del Comerç) que redueixen els seus ingressos potencials d'exportació i els impedeixen utilitzar aranzels protectors o subsidis, i els controls de capital com a eines per al desenvolupament econòmic nacional. Segons Hickel, la pobresa global és en última instància un artefacte d'aquests desequilibris estructurals. Centrar-se en l'ajuda distreu de les reformes substantives que serien necessàries per abordar aquests problemes.
A més, Hickel argumenta que el comerç entre països desenvolupats i països en desenvolupament no és mútuament beneficiós.

### Canvi climàtic i economia ecològica
El 2020, Hickel va publicar una investigació a The Lancet Planetary Health basada en dades de 2015. Va afirmar que un petit nombre de països d'ingressos alts són els responsables de la gran majoria de les emissions històriques de CO per sobre del límit planetari (350 ppm). La seva anàlisi va afirmar que els Estats Units d'Amèrica eren responsables del 40%, la UE del 29%, els països més industrialitzats del 90% i el nord global com a grup del 92%. També ha argumentat que les nacions d'ingressos alts són desproporcionadament responsables d'altres formes de ruptura ecològica global, atès els seus alts nivells d'ús de recursos.
En un article escrit amb l'economista ecologista Giorgos Kallis, Hickel argumenta que les narracions sobre el «creixement verd» tenen poca validesa empírica. Apunten a proves que mostren que no és factible per a les nacions d'ingressos alts aconseguir reduccions absolutes en l'ús de recursos o reduir les emissions a zero si continuen perseguint el creixement del PIB a ritmes històrics. Hickel argumenta que les nacions amb ingressos alts han de reduir l'excés d'energia i l'ús de recursos, és a dir, decréixer per aconseguir una ràpida transició cap a una energia 100% renovable i revertir el desgavell ecològic. Ha defensat que les nacions amb ingressos alts no necessiten creixement econòmic per assolir objectius socials, sinó que poden reduir l'excés d'ús de recursos i energia alhora que milloren el benestar humà, distribuint els ingressos de manera més justa, ampliant els béns públics universals, escurçant la jornada laboral i introduint una garantia d'ocupació pública. Hickel també ha suggerit que la teoria monetària moderna (MMT) es podria aplicar per afavorir aquests objectius i fer la transició cap a una «economia postcreixement i postcapitalista». En un article de 2022 publicat a Nature, Hickel, Kallis i altres van afirmar que tant el Grup Intergovernamental sobre el Canvi Climàtic com la Plataforma Intergovernamental en Biodiversitat i Serveis dels Ecosistemes «suggereixen que les polítiques de decreixement s'haurien de considerar en la lluita contra la degradació del clima i la pèrdua de biodiversitat, respectivament».
Els crítics de Hickel argumenten que el creixement econòmic pot produir-se mentre les emissions disminueixen, i assenyalen dades que mostren que molts països han fet la transició cap a formes d'energia verdes mentre encara experimenten creixement econòmic. El 2020 Hickel va proposar un índex de desenvolupament sostenible, que ajusta l'índex de desenvolupament humà tenint en compte l'impacte ecològic de les nacions, en termes d'emissions per càpita i ús de recursos. Hickel també ha criticat la mètrica ambiental més important de les Nacions Unides, els objectius de desenvolupament sostenible (Índex SDG).